# Sanananda
Sanananda es una aldea costera ubicada en la provincia de Oro en Papúa Nueva Guinea. Sanananda es más conocida por haber sido uno de los lugares de la Batalla de Buna-Gona durante la Segunda Guerra Mundial.
- Datos: Q7415491